# ジャレッド・シュスター
- ジャレッド・シャスター

ジャレッド・シュスター（Jared Shuster, 英語発音: /ˈʤɛrɪd ˈʃʌstər/, 1998年8月3日 - ）は、アメリカ合衆国マサチューセッツ州ニューベッドフォード出身のプロ野球選手（投手）。左投左打。MLBのアスレチックス所属。

## 経歴

### プロ入り前
高校時代はMLBドラフトで指名されず、ウェイクフォレスト大学へ進学した。
入学初年度の2018年は、22試合（先発6試合）に登板して0勝3敗、防御率7.41、32奪三振を記録した。
2年目の2019年は、15試合（先発12試合）に登板して4勝4敗、防御率6.49、94奪三振を記録した。
3年目の2020年は、4試合に先発登板して2勝1敗、防御率3.76、43奪三振を記録した。迎えた6月のMLBドラフトでは、1巡目（全体25位）でアトランタ・ブレーブスから指名され、18日に契約を結んだ。

### ブレーブス時代
2021年5月に傘下A+級ローム・ブレーブスでプロデビュー。9月にAA級ミシシッピ・ブレーブスに昇格。この年は2球団合計で18試合（先発17試合）に登板し、2勝0敗、防御率4.44、90奪三振という成績を残した。
2022年はAA級ミシシッピで開幕を迎えた。4月16日のビロクシ・シャッカーズ戦では相手打者を8連続三振に打ち取り、リーグ記録に並んだ。また7月16日に行われたオールスター・フューチャーズゲームに選出された。AA級ミシシッピでは17試合（先発16試合）に登板し、6勝7敗1セーブ、防御率2.78、106奪三振を記録。7月26日にAAA級グウィネット・ストライパーズに昇格。グウィネットでは10試合（先発9試合）に登板し、1勝3敗、防御率4.25という成績を残した。
2023年はブレーブスのスプリングトレーニングに招待選手として参加し、3月30日にメジャー契約を結んで開幕ロースター入りを果たした。4月2日のワシントン・ナショナルズ戦で先発しメジャーデビューを果たした（4.2回を4失点で敗戦投手）。5月21日のシアトル・マリナーズ戦でメジャー初勝利を挙げた。
このシーズンは11試合に先発登板し、4勝3敗で防御率5.81という成績であった。

### ホワイトソックス時代
2023年11月16日にアーロン・バマーとのトレードで、マイク・ソロカ、ニッキー・ロペス、ブレイデン・シューメイク、ライリー・ゴーウェンスと共にシカゴ・ホワイトソックスへ移籍した。
2024年は主にロングリリーフとして39試合に登板し、防御率4.30と及第点の成績を残した。
2025年は開幕からリリーフとして起用されるも、9登板で防御率7.15と不本意な成績で、5月16日にマイナーへ降格したが、翌17日に昇格している。6月8日に左手の水ぶくれで同5日に遡って15日間の負傷者リスト入りした。7月2日にAAA級シャーロットにリハビリ登録されたが負傷者リストから復帰しないまま8月13日にマーティン・ペレスの復帰に伴って、DFAとなった。

### アスレチックス時代
2025年8月15日にウェイバー公示を経てアスレチックスに移籍した。移籍後は同日にDFAとなったジオ・ウルシェラと入れ替わって40人枠入りし、そのままマイナー・オプションでAAA級ラスベガス・アビエイターズに配属された。

## 選手としての特徴
最速97mph（約156.1km/h）の速球（フォーシーム、ツーシーム）と決め球のチェンジアップを交えた投球を見せる。

## 詳細情報

### 年度別投手成績
| 年 度    | 球 団    | 登 板 | 先 発 | 完 投 | 完 封 | 無 四 球 | 勝 利 | 敗 戦 | セ 丨 ブ | ホ 丨 ル ド | 勝 率 | 打 者 | 投 球 回 | 被 安 打 | 被 本 塁 打 | 与 四 球 | 敬 遠 | 与 死 球 | 奪 三 振 | 暴 投 | ボ 丨 ク | 失 点 | 自 責 点 | 防 御 率 | W H I P |
| -------- | -------- | ----- | ----- | ----- | ----- | -------- | ----- | ----- | -------- | ----------- | ----- | ----- | -------- | -------- | ----------- | -------- | ----- | -------- | -------- | ----- | -------- | ----- | -------- | -------- | ------- |
| 2023     | ATL      | 11    | 11    | 0     | 0     | 0        | 4     | 3     | 0        | 0           | .571  | 230   | 52.2     | 53       | 7           | 26       | 0     | 1        | 30       | 3     | 0        | 34    | 34       | 5.81     | 1.50    |
| 2024     | CWS      | 39    | 4     | 0     | 0     | 0        | 2     | 5     | 0        | 3           | .286  | 321   | 73.1     | 74       | 9           | 33       | 0     | 0        | 56       | 3     | 0        | 38    | 35       | 4.30     | 1.46    |
| MLB：2年 | MLB：2年 | 50    | 15    | 0     | 0     | 0        | 6     | 8     | 0        | 3           | .429  | 551   | 126.0    | 127      | 16          | 59       | 0     | 1        | 86       | 6     | 0        | 72    | 69       | 4.93     | 1.48    |

- 2024年度シーズン終了時

### 年度別守備成績
| 年 度 | 球 団 | 投手（P） | 投手（P） | 投手（P） | 投手（P） | 投手（P） | 投手（P） |
| 年 度 | 球 団 | 試 合     | 刺 殺     | 補 殺     | 失 策     | 併 殺     | 守 備 率  |
| ----- | ----- | --------- | --------- | --------- | --------- | --------- | --------- |
| 2023  | ATL   | 11        | 3         | 4         | 0         | 0         | 1.000     |
| 2024  | CWS   | 39        | 6         | 4         | 1         | 0         | .909      |
| MLB   | MLB   | 50        | 9         | 8         | 1         | 0         | .944      |

- 2024年度シーズン終了時

### 背番号
- 45（2023年）
- 51（2024年 - 2025年6月4日）